# Alaiya
M/Y Alaiya, tidigare TIS eller Tis och Lady Gulya, är en megayacht tillverkad av Lürssen i Rendsburg i Tyskland. Hon sjösattes i augusti 2018 och levererades i juni 2019 till sin ursprungliga ägare Aleksej Fedorytjev, en ungersk-rysk affärsman. Fedorytjev genomförde dock inga delbetalningar så Lürssen återtog megayachten. Den blev senare såld till en annan ryss, den här gången till oligarken Alisjer Usmanov. I november 2020 fick hon ett nytt namn i Lady Gulya. År 2022 bytte megayachten återigen namn och denna gång till det nuvarande. I januari 2023 rapporterade det amerikanska finansnyhetsbyrån Bloomberg L.P. att det är den indiske stålmagnaten Lakshmi Mittal som är den nuvarande ägaren, det var dock spekulationer om denne som ägare för Alaiya redan under 2022.
Hon designades både exteriört och interiört av Winch Design. Megayachten är 111,5 meter lång och har en kapacitet upp till 18 passagerare fördelat på nio hytter. Den har också en besättning på 38 besättningsmän.